# Šta je to u tvojim venama
Šta je to u tvojim venama je peta glasbena zgoščenka srbske pop-folk pevke Svetlane Ražnatović - Cece, ki je bila objavljena junija 1993, po pevkini dveletni pavzi.  Album sta objavili založbeni hiši Juvekomerc in Produkcija Južni vetar. 
Album je izšel v treh različicah: na kaseti, na LP plošči ter na CD-ju. 
Pevka je z glasbenim projektom pričela sodelovanje z znano tekstopisko Marino Tucaković ter Aleksandrom Radulovićem.

## Seznam skladb
| Št.             | Naslov                      | Besedilo        | Glasba             | Dolžina |
| --------------- | --------------------------- | --------------- | ------------------ | ------- |
| 1.              | „Šta je to u tvojim venama‟ | M.Tucaković     | A. Radulović       | 3:20    |
| 2.              | „Popij me kao lek‟          | M. Tucaković    | A. Radulović       | 3:29    |
| 3.              | „Oprosti mi suze‟           | M. Tucaković    | A. Radulović       | 3:25    |
| 4.              | „Žarila sam žar‟            | S. Veličković   | A. Radulović       | 3:13    |
| 5.              | „Ustani, budi se‟           | M. Tucaković    | A. Radulović       | 3:04    |
| 6.              | „Što si tako zaboravan‟     | M.Tucaković     | A. Radulović       | 3:50    |
| 7.              | „Zaboravi‟                  | S. Veličković   | A. Radulović       | 4:17    |
| 8.              | „Mesec, nebo, zvezdice‟     | M. Tucaković    | Kikamac/Radovan II | 2:45    |
| Skupna dolžina: | Skupna dolžina:             | Skupna dolžina: | Skupna dolžina:    | 27:46   |

## Promocija zgoščenke
Pevka je posnela dva videospota, in sicer za pesmi: Šta je to u tvojim venama in Zaboravi. 
Nekaj mesecev po izidu zgoščenke je Ceca objavila videokaseto (VHS) z videospotoma in televizijskimi izvedbami nekaterih pesmi - Kukavica (videokaseta).
Prva koncertna promocija zgoščenke se je zgodila na turneji Ktitorova folk liga.

## Zgodovina objave zgoščenke
| Država      | Datum       | Založba     | Oblika     |
| ----------- | ----------- | ----------- | ---------- |
| Jugoslavija | junij, 1993 | Lucky sound | CD, MC, LP |

## Uspeh na portalu YouTube
Celoten album je bil leta 2013 objavljen na pevkini uradni YouTube strani. Pesemi trenutno štejejo milijonske oglede. (avgust 2019)